# 長野県道453号飯綱高原芋井線
長野県道453号飯綱高原芋井線（ながのけんどう453ごう いいづなこうげんいもいせん）は、長野県長野市を走る一般県道。

## 概要

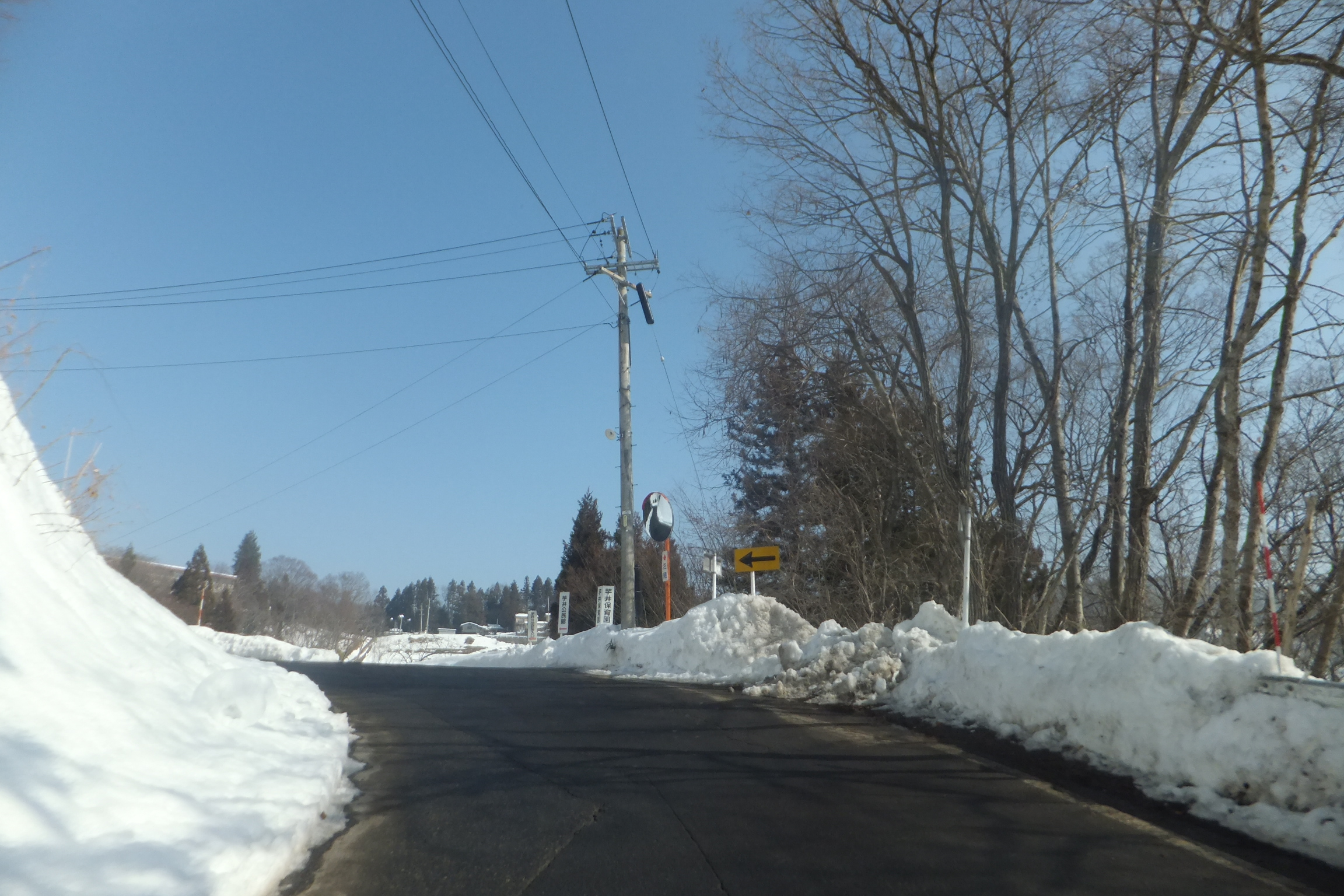
終点付近
長野県長野市桜で撮影

### 路線データ
- 起点：長野市上ケ屋（戸隠バードライン交点）
- 終点：長野市桜（長野県道76号長野戸隠線交点）

## 通過する自治体
- 長野市

## 交差・接続する道路
- （長野市上ケ屋付近=起点）
  - 長野市道（戸隠バードライン）
- （長野市桜付=終点）
  - 長野県道76号長野戸隠線